# Oezdemirus alternans
Oezdemirus alternans är en stekelart som först beskrevs av Brulle 1846.  Oezdemirus alternans ingår i släktet Oezdemirus och familjen brokparasitsteklar. Inga underarter finns listade i Catalogue of Life.